# Porretas
Porretas és un grup de rock amb tocs punks del barri d'Hortaleza a Madrid. Les seves cançons tracten de temes molt diversos, solen estar relacionades amb el seu món més proper com són els bars, la cervesa, els porros o el futbol. Toquen un rock molt directe i senzill, i no solen tractar temes personals.

## Història
Dos amics, Rober i "Pajarillo", van començar a tocar l'any 1985 però no van ser coneguts fins a principi dels 90, després de guanyar un certamen amb una recopilació de grups del seu barri, i fou llavors quan s'hi van unir "El Bode" i Luis per formar el, fins ara, inseparable grup.
Van adquirir formes i estils dels seus grups favorits de l'època com Baró Rojo, Leño o La Polla Records. Després de fer de teloners en diversos concerts s'estrenen, en 1991, amb Que se vayan a hacer puñetas disc que no ven molt però deixa entreveure un estil propi. En aquest treball i en Si nos dejáis (gravat en tan sols 15 dies) estan més latents els tics punks que, posteriorment, aniran perdent.
En 1993, per a l'enregistrament del seu tercer disc, fitxen per RCA la qual cosa els col·loca en un lloc privilegiat dins dels nous grups de rock estatal. Encara amb punts de vista diferents entre companyia i grup treuen, en 1995, No tenemos solución disc produït per Rosendo que porta a vendre 10.000 còpies sense amb prou feines promoció.
Després de la ruptura amb la multinacional, passaran dos anys fins que tornin a gravar i serà amb un segell discogràfic (Edel) sense tantes pretensions. D'aquí surt el disc més madur de la banda Baladas pa un sordo, on s'inclou Marihuana, tema pel qual seran coneguts en tota la geografia nacional i serà, probablement, el seu major èxit. D'aquesta manera, comencen les seves aventures per festivals de la península i aconsegueixen unes vendes de 20.000 exemplars. Tot idíl·lic per treure a la venda, en 1998, el seu sisè disc Rocanrol.
L'any 2000 publiquen Clásicos, un disc de versions dels seus grups favorits dels anys 80, un bonic homenatge a grups com Obús, Leño o Los Suaves pels quals es van veure influïts.
El seu vuitè disc, Hortaleza, va ser llançat en 2001 i el seu títol és una nova picada d'ullet al barri madrileny del que procedeixen. cal destacar el tema Y aún arde Madrid que és un sentit homenatge als Burning.
Coincidint amb el vintè aniversari de la banda, en 2005 publiquen Porretas, desè treball on s'oxigena, potser, el procés creatiu d'una banda històrica en el rock estatal. Dos anys abans havien van llançar el seu doble CD i DVD El directo, un punt i seguit on repassen els seus èxits gravats on més els agrada: en concert, concretament durant una actuació a la sala madrilenya Divino Aqualung l'1 de març de 2003.
Durant 2007 s'embarquen en la gira Ni Un Paso Atrás en la que comparteixen cartell amb Reincidentes, Boikot i Sonora i que els portarà a actuar arreu de l'Estat. En abril de 2008 acaben de gravar el seu onzè disc, titulat Once, als estudis Sonoland de Coslada (Madrid), produït per Haritz Harreguy i publicat en setembre per la plataforma Realidad Musical, després de deslligar-se de la seva anterior companyia discogràfica. En desembre d'aquell mateix any s'edita el disc Ni un paso atrás (en directo), on s'inclouen quatre cançons del grup gravades durant la seva actuació el 21 de setembre de 2007 a la Festa del PCE a Madrid, en l'última data de la gira mateix nom.
En maig de 2009, el cantant i guitarrista Rober abandona temporalment la formació per un problema de salut i és substituït per Manolo Benítez, antic guitarrista de Los Enemigos.
En novembre de 2010 tornen a l'estudi de gravació per a donar forma al disc 20 y serenos, amb el que celebraran el seu vintè aniversari i en el que alguns cantants interpretaran clàssics del repertori del grup d'Hortaleza. El disc va sortir a la venda el 3 de maig de 2011.
El 22 de juliol de 2011 va morir 'Rober, vocalista de la banda, debut a un càncer de còlon que l'obligà a retirar-se dels escenaris dos anys enrere. Des de la mort de Rober, Pajarillo s'encarrega de posar la veu a les cançons, assumint així el paper de cantant de la banda.

## Components
Components actuals
- "El Bode" (José Manuel Cobela Cano): guitarra.
- "Pajarillo" (Juan Carlos Díaz Mira): baix i veu.
- "Luis" (Luis Barrios Saavedra): bateria.
- "Manolo Benítez" (Manuel Benítez Suárez): guitarra.

Components antics
- "Rober" (Roberto Mira Pérez): veu i guitarra. (Mort el 22 de juliol de 2011 degut a un càncer de còlon).

## Discografia

### Àlbums d'estudi
- Que se vayan hacer puñetas (1991)
- Si nos dejáis (1992)
- Última generación (1993)
- No tenemos solución (1995)
- Baladas pa un sordo (1997)
- Rocanrol (1998)
- Clásicos (2000)
- Hortaleza (2002)
- Porretas (2005)
- Once (2008)
- 20 y serenos (2011)

### Directes
- El directo (2003)
- Ni un paso atrás (en directo) amb Reincidentes, Boikot i Sonora (2008)

### Recopilatoris
- 12 botellines y 5 tercios (Recopilatori no oficial) (2003)